# Rohírrico
El rohírrico es un idioma ficticio creado por el filólogo y escritor británico J. R. R. Tolkien en la novela El Señor de los Anillos. Es el idioma hablado por los rohirrim del reino de Rohan, que, como la mayoría de los idiomas de los hombres de la Tierra Media, está relacionado con el adunaico, el idioma de los númenoreanos.
Como en sus obras Tolkien usó el idioma inglés para representar la lengua común de la Tierra Media, empleó el anglosajón o inglés antiguo para representar el rohírrico, que si bien no era el ancestro de la lengua común, era una lengua emparentada de rasgos más conservadores.
Los rohirrim llaman a sus tierras Éo-marc (‘la marca de los jinetes’) o la Marca simplemente. Además se llaman a sí mismos eorlingas, los hijos de Eorl. En rohírrico original su tierra se llama Lôgrad, con los elementos lô-/loh- correspondiente al anglosajón éo-, que significa ‘caballo’.
Muchos nombres hobbit muy antiguos tiene similitudes con el rohírrico, ya que los ancestros de los habitantes de la Comarca vivían en las partes altas del Anduin, bastante cerca a los ancestros de los rohirrim, y el kuduk, idioma propio de los hobbits antes  de adoptar el oestron parece haber tenido bastante mestizaje con el resto de las lenguas de esa región. Incluso la palabra hobbit se cree proveniente del rohírrico holbytlan (‘constructores de hoyos’).
Édouard Kloczko, Dictionnaire des langues des Hobbits, des Nains, des Orques... (Encyclopédie de la Terre du Milieu, volume 4), Arda, 2002.
(en) Robert Foster, The Complete Guide to Middle-earth, nouvelle édition révisée, Del Rey Books, 2001.
- Datos: Q1247809
- Multimedia: Rohirric / Q1247809